# Byton
Byton era una marca automotriz chino-alemana de vehículos totalmente eléctricos establecida en 2017 e incorporada en Hong Kong, cofundada por exejecutivos de BMW y Nissan. Byton presentó su primer automóvil conceptual al público en enero de 2018. Planeaba presentar primero su modelo SUV M-Byte, con el inicio de la producción y las ventas programadas para finales de 2019, sin embargo, los retrasos en el desarrollo y los problemas financieros retrasaron repetidamente el lanzamiento.
En junio de 2020, la empresa decidió suspender operaciones por reorganización societaria por un período previsto de seis meses.
En 2021, Byton se declaró en quiebra y su trabajo con su socio fabricante Foxconn se detuvo indefinidamente.

## Products

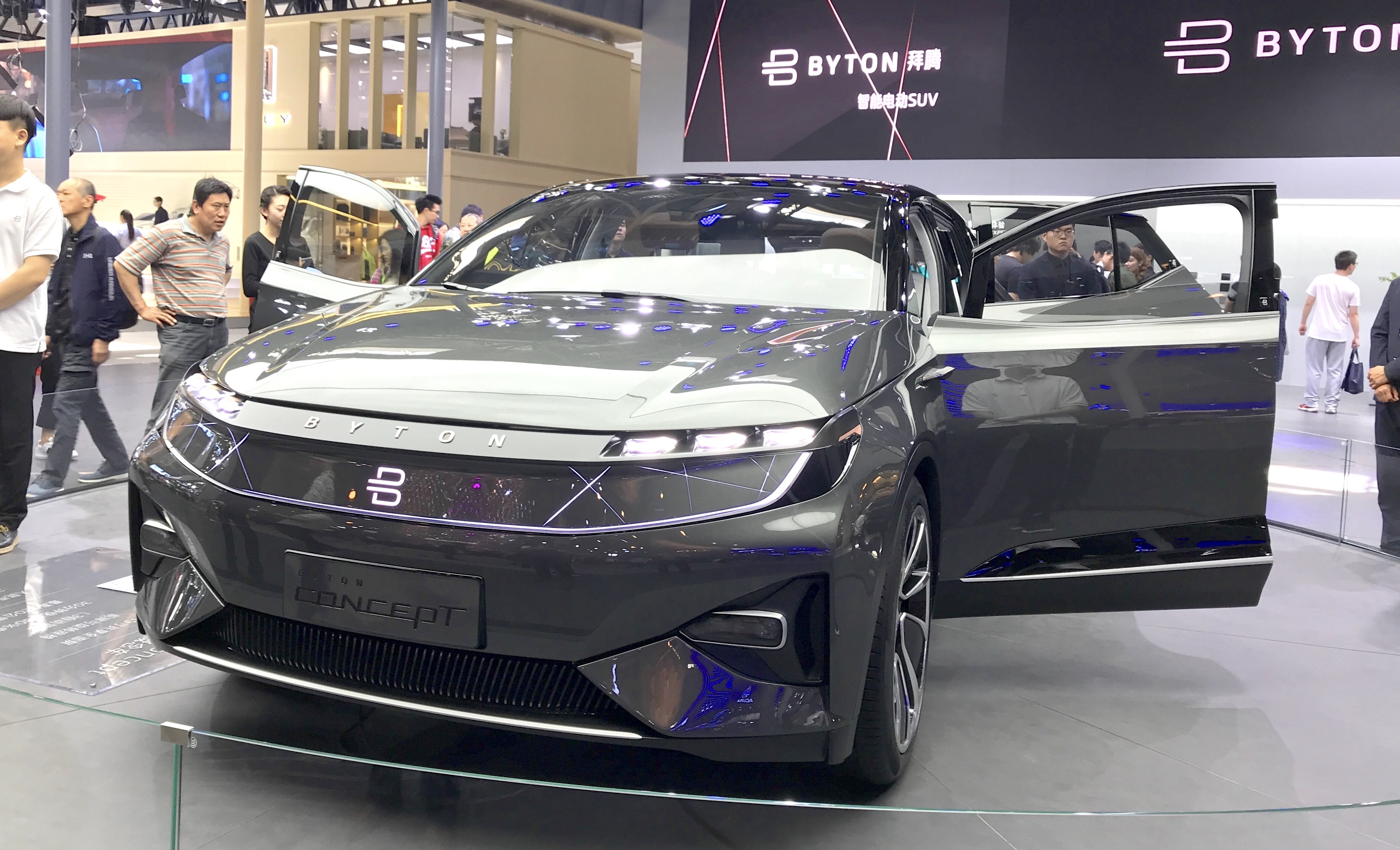
Byton M-Byte (formerly Concept)

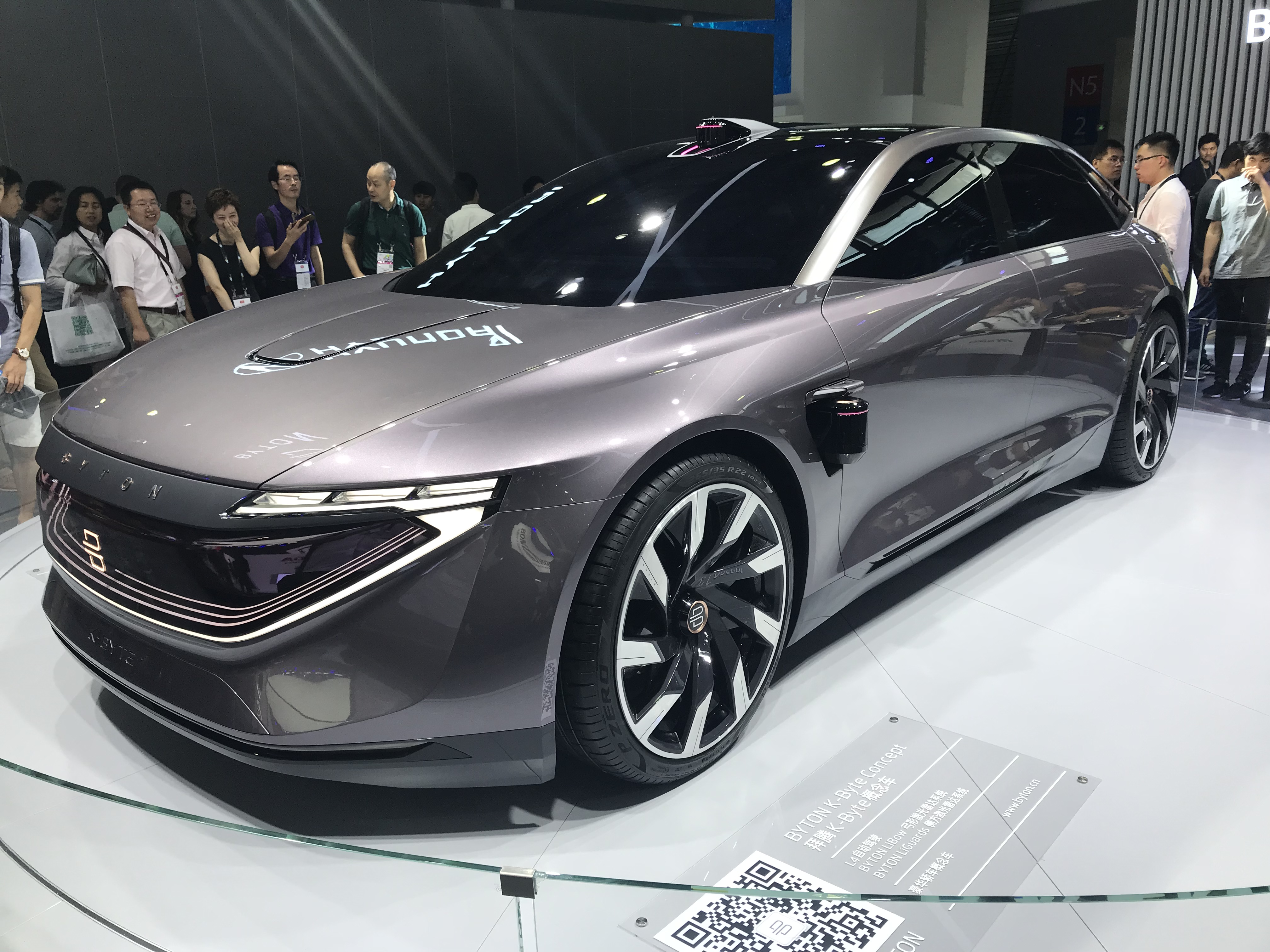
Byton K-Byte Concept

La compañía anunció su ambición de lanzar tres modelos de coches eléctricos de aquí a 2022.

### Byton K-Byte
El Byton K-Byte es un concept car sedán totalmente eléctrico y propulsado por baterías. En junio de 2018, Byton presentó el sedán Byton K-Byte Concept en CES Asia como vista previa de un sedán eléctrico de lujo.[cita requerida]
El Byton K-Byte es un concept car sedán totalmente eléctrico y propulsado por baterías. En junio de 2018, Byton presentó el sedán Byton K-Byte Concept en CES Asia como vista previa de un sedán eléctrico de lujo.[cita requerida]